# Čeněk Kotal
Čeněk Kotal, křtěný Vincenc (4. dubna 1841 Plánice u Klatov – 3. prosince 1883 Praha) byl český vlastenec, profesor, učitel a redaktor časopisu Vesmír.

## Život

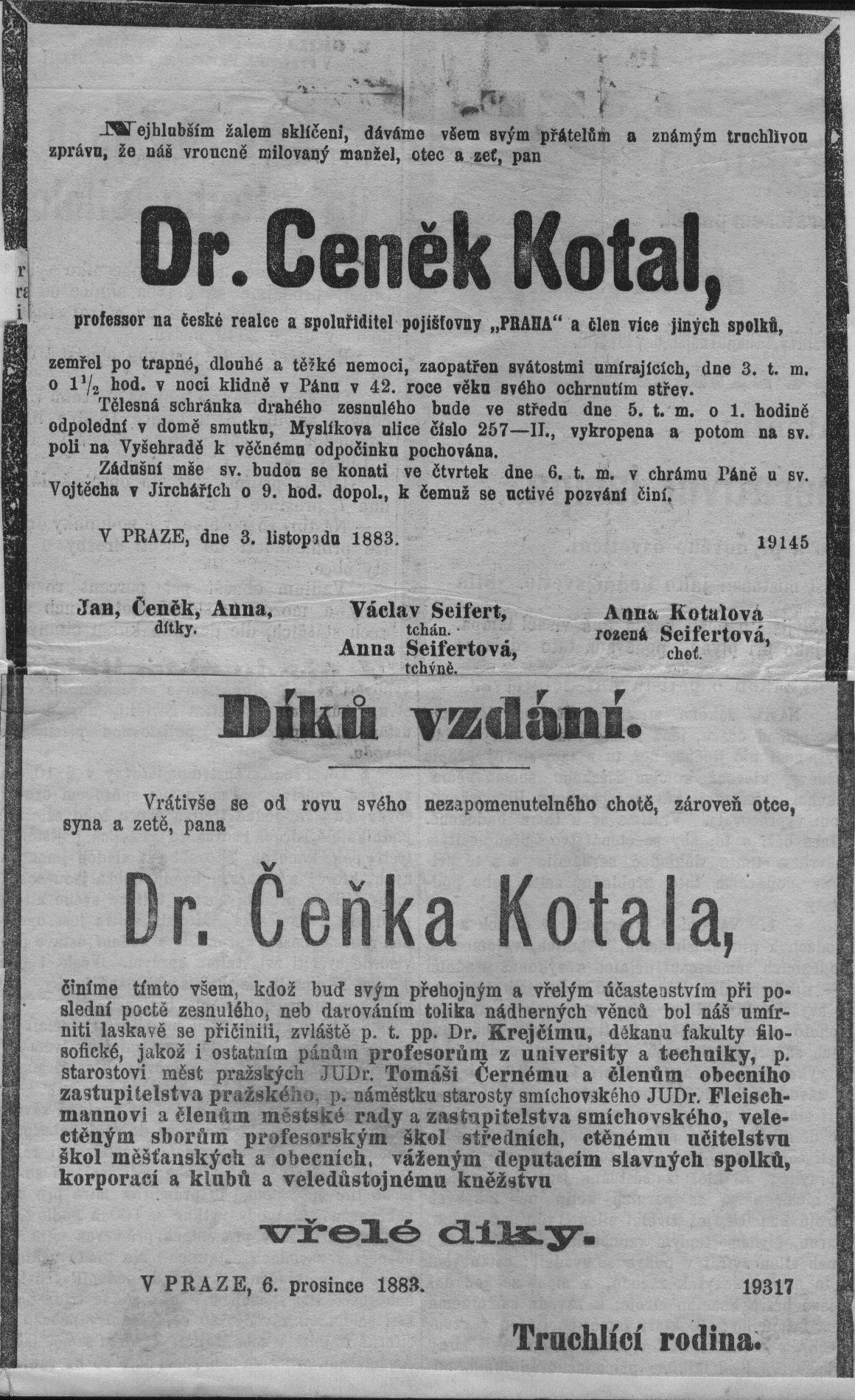
Čeněk Kotal - parte

Narodil se 4. dubna 1841 v Plánici u Klatov. Zde se mu dostalo prvního vzdělání vzdělání. V roce 1854 začal studovat gymnázium V Klatovech.
Na přímluvu a za finanční pomoci strýce – převora augustinského řádu přešel studovat do Českých Budějovic, kde byl od roku 1855 do roku 1860. Po smrti strýce v roce 1861 dokončil studia na akademickém gymnáziu v Praze, které jako jediné v republice provádělo maturitní zkoušky v českém jazyce.
V roce 1861/1862 přestoupil na filozofickou fakultu v Praze. Zde studoval obor matematicko-přírodovědecký. Dne 26. července 1865 se složil závěrečné zkoušky a byl promován na doktora filozofie.
Počátkem školního roku 1865/1866 byl povolán za suplujícího učitele přírodních věd na reálném gymnázium v Německém Brodě. Zde působil čtyři roky nejprve jako suplující a pak jako řádný učitel.
11. července 1869 byl jmenován řádným profesorem na českém reálném gymnáziu v Praze, kde působil až do své smrti 3. prosince 1883. Pohřben byl na Vyšehradském hřbitově.

## Činnost v odborných spolcích

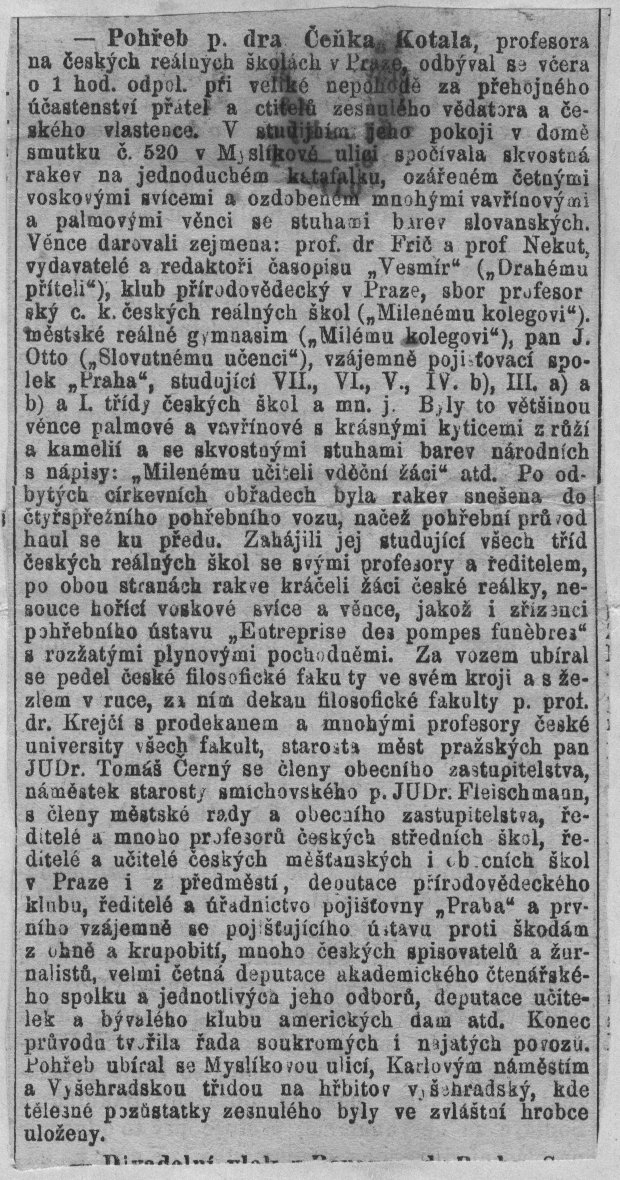
Čeněk Kotal - smuteční průvod

Velmi živě se účastnil veřejného života, byl členem mnoha spolků, jako např.:
- Klubu přírodovědeckého
- Českého musea
- Svatoboru
- Spolku pro zvelebování českého zahradnictví
- spoluředitel pojišťovny PRAHA

## Odborná činnost
Jeho odborná činnost se počíná od roku 1871, kdy se stal redaktorem a přispěvatelem do právě vznikajícího časopisu Vesmír. Tomu zůstal věrný až do své smrti. Dále přispíval odbornými články do:
- Světozora
- Posla z Budče
- Školy a života
- Paedagogia

Stal se spolupřekladatelem Brehmova života zvířat a konkrétně sám přeložil první díl Savci. Upravil V. vydání přírodopisu Dr. A. Pokorného "Živočišstvo" pro české střední vzdělání. Jeho hlavní odborná činnost byly cizokrajné rostliny.
Byl neúnavným pedagogem a českým vlastencem. Svým žákům vštěpoval myšlenku:
| „             | Obeznamujíce se s přírodou, poznáváme pravou důstojnost svou. | “ |
| — Čeněk Kotal |                                                               |   |